# 立川勇次郎

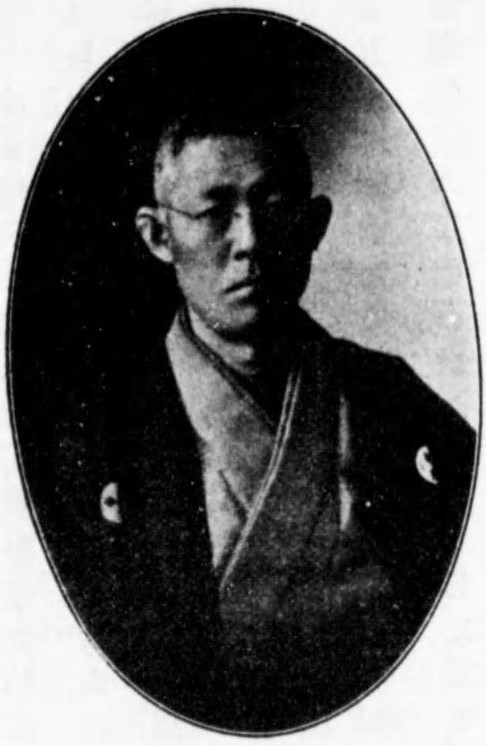
立川勇次郎

立川 勇次郎（たちかわ ゆうじろう、文久2年2月20日（1862年3月20日） - 大正14年（1925年）12月14日）は、明治・大正期の実業家。主に電気業界に関わる。現在の岐阜県大垣市出身。京浜急行電鉄の創業者。
東芝の前立の白熱舎の創立にもかかわった。

## 略歴
美濃国大垣藩の藩士の清水垣右衛門の次男として生まれる。1882年立川清助の養子となる。東京で弁護士として活動した後、実業家へ転身。
1898年（明治32年）、藤岡市助の助けをかりて大師電気鉄道（現京浜急行電鉄）を設立して代表に就任。日本の電気鉄道の先駆けとなる。この成功から出身地の大垣からの要望を受け、岐阜県西濃地区の発展を考えるようになる。
やがて地元に戻り、1911年（明治44年）、養老鉄道を設立（同社が開業した養老線は後に近畿日本鉄道の路線となり、2007年10月から新たに設立された養老鉄道が運営している）。
1912年（大正元年）、大垣を中心とした西濃地区の電力供給を目的として、揖斐川電力（現イビデン）設立。初代社長となる。
また東京-大阪間を電気鉄道で結ぶ日本電気鉄道を計画したが却下された。
藤岡市助などの実業家と共同でいろいろな会社を設立した。その代表的なのが東芝や東京電力である。
墓所は港区長谷寺と大垣市安楽寺にある。

## 家族
- 父・清水垣右衛門 ‐ 大垣藩士
- 妻・てい ‐ 岐阜県士族・小島伴右衛門の娘[7]
- 長男・立川龍 ‐ 実業家。東京帝国大学法科大学政治科卒。東京電気を経て大正電球、日本電球、関西電球、総合紙器役員。岳父に笠井愛次郎。[8]
- 二男・立川広 ‐ 実業家。東京帝大法科大学商業科卒。東京電気を経て、揖斐川電気、琴川電力役員。[9]

## その他
毎年8月、養老鉄道養老線養老駅前の立川勇次郎顕彰碑にて、顕彰祭が行われている。
立川勇次郎が設立したイビデンの次の社長である櫻内幸雄は日本の政治家であり、内閣総理大臣福田赳夫などと血が繋がっている。